# 兰斯多夫
兰斯多夫（德語：Rahnsdorf，德語發音：[ˈʁaːnsˌdɔʁf] ⓘ），是德国柏林州特雷普托-克珀尼克区的一个下属区，位于柏林的最东端。居民区主要分布于区内西南部，在此处施普雷河汇入米格尔湖。